# Le Plessis-aux-Bois
Le Plessis-aux-Bois ist eine französische Gemeinde mit 255 Einwohnern (Stand 1. Januar 2022) im Département Seine-et-Marne in der Region Île-de-France.

## Geographie
Die Gemeinde liegt 14 Kilometer nordwestlich von Meaux an der Landstraße D54.

## Sehenswürdigkeiten

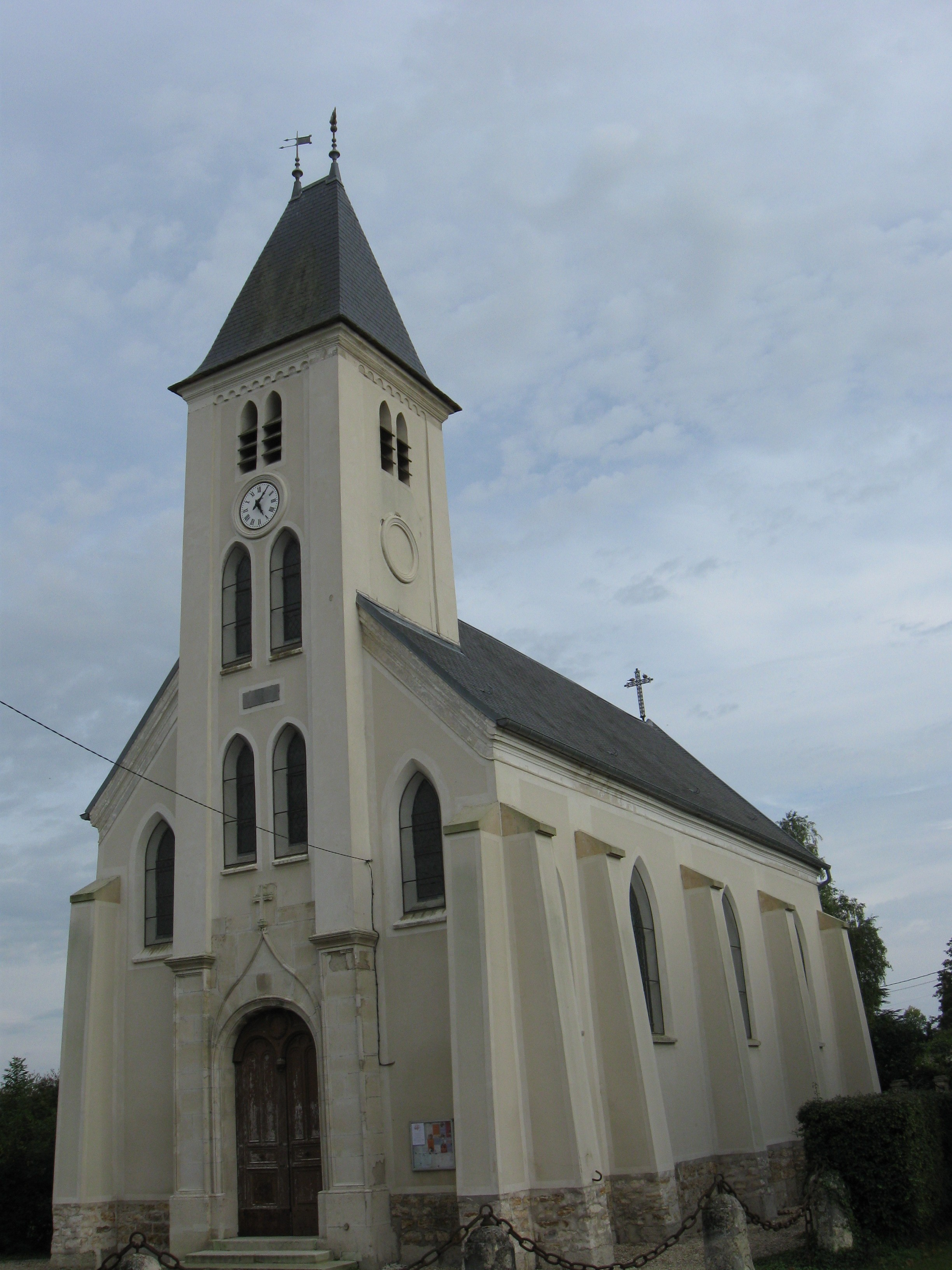
Kirche St-Nicolas

- Kirche St-Nicolas, erbaut 1875